# تاریخچه وب
تیم برنرز لی در سال ۱۹۸۹ وقتی که اولین طرح پیشنهادی و طرح خود را به مؤسسهٔ سرن (پژوهشگاه فیزیک هسته‌ای و انرژی‌های سطح بالا) در سویس بوردر فرانسه می‌فرستاد؛ وب را اختراع کرد.
خصوصیات نسخه‌های مختلف وب
- وب نسخهٔ یک: مستندات (توسط پیوندها-لینکها-) به هم مرتبط شده‌اند.
- وب نسخهٔ دو: محتویات توسط کاربران ایجاد می‌شود و اطلاعات به صورت پویا تولید و رشد پیدا می‌کنند.
- وب نسخه سه: ارتباط داده‌ها، ابزار، و مردم در سراسر جهان (به وقوع می‌پیوندد).

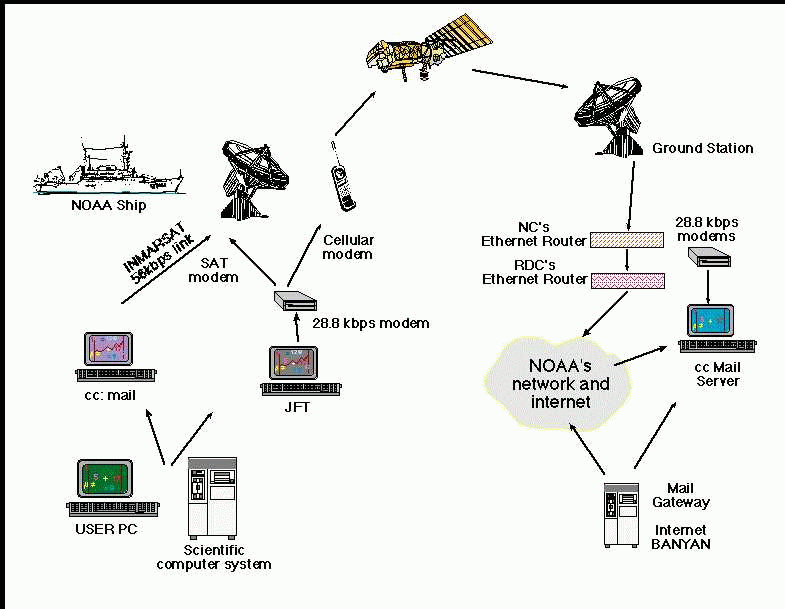

این اختراع مثل تمام اختراعات بنیادی وب بر پایه سه تکنولوژی اصلی شکل گرفته:
1. آدرس یاب یا شناسه آدرس واحد (معروف URL یا URI) منبع مستندات یا اطلاعات در وب برای پیدا کردن آن مستند در کل وب.
2. زبان نشانه گذاری متن هوشمند (HTML) برای ارائه محتویات صفحات وب و برقراری پیوندها (لینک‌ها).
3. پرتکل انتقال متن هوشمند (HTTP) برای انتقال اطلاعات وبی در سرتاسر اینترنت.

همان اوایل کار، خیلی زود تیم برنرز لی متوجه شد که وب برای موفق بودن نیاز به عامل چهارمی و آن آزاد بودن و بازبودن (دسترسی‌ها در) وب است.
این تصمیم مؤثر، راه را برای رسید وب به وضعیت موجود امروز باز کرد که (باعث شد اینترنت:) جهانی، باز و آزاد، سازگار با سیستم‌های عامل و سخت‌افزارهای متفاوت، یک مجموعه مرتبط با هم، آموزشی، تجاری، سرگرم‌کننده، رفاه‌آور برای مردم شده است.

## وب ۱٫۰
در ابتدا داستان با شبکه‌ای از مقالات و متن‌ها شروع شد.

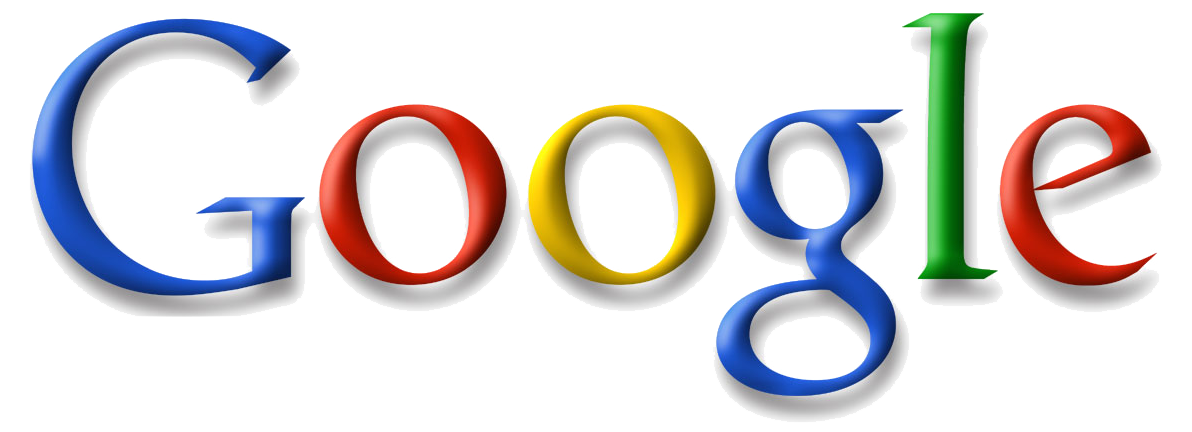

و مطمئناً در سال ۱۹۹۸ ارائه شدن گوگل با پیشنهاد الگوریتم جدید، بواسطه سادگی و توانایی خود در جستجو در اینترنت، بهبودی و پیشرفت قابل توجهی برای وب بود.
موتور جستجوی گوگل انتظارات بعدی مصرف‌کنندگان که به دنبال پیدا کردن اطلاعات، محصولات و سرویس‌ها و دیگر مردم بودند را بالا برد. همچنین گوگل سطح پذیرش راهبرد تجارت پیچیده‌تر و برنامه فروش آنلاین برای شرکت‌ها را ارتقاء داد (با این بهانه) که بتوانند رتبه خود را در گوگل بیشتر کنند (تا در اولین نتایج جستجوی گوگل قرار گیرند).
این کار گوگل انقلاب جدیدی در به وجود آمدن کسب و کارهای آنلاین (حاضر در همه جا و همه وقت) و مدل‌های جدید تبلیغات و همچنین بازارهای جدید را باعث شد.
بدین ترتیب وبلاگ‌ها دارای شخصیتی خاص برای خود شدند که این شخصیت را مستقیماً از مؤلف خود به ارث می‌برند (شما با مطالعه دفترچه خاطرات شخصی هر فرد می‌توانید با ابعاد متفاوت شخصیتی وی نیز تا اندازه‌ای که امکان دارد آشنا شوید

## وب ۲٫۰
این اتفاقات ما را به وب ۲٫۰ رساند.
در حالی که تجارت‌ها و کسب و کارها داشتند از روش‌های قبل به روش‌های جدید وب مهاجرت می‌کردند یک نسل جدیدی از کاربران و برنامه نویسان وب شروع به همکاری فعالی کردند. در سال ۲۰۰۴ تیم آوریلی وب ۲٫۰ را با عنوان انقلاب تجارت در صنعت کامپیوتر به وسیلهٔ مهاجرت به روی بستر وب" را (به جهان) معرفی کرد.
اصل قضیه وب ۲٫۰ این است که کاربرانی مثل خود مصرف‌کنندگان محتویات را ایجاد می‌کنند؛ و به این ترتیب اطلاعات خیلی پویاتر از اطلاعات در وب ۱٫۰ است.
اجتماع ویکی‌پدیا مفهوم همکاری و خرد جمعی جوامع مردمی وب ۲٫۰ را ارتقاء داد. ویکی‌پدیا وب ۲٫۰ را این‌گونه تعریف می‌کند: «عنوانی که روند استفاده از وب جهان‌گستر (www)و تکنولوژی‌ها و طراحی‌های آن که هدفش رسیدن به افزایش خلاقیت، اشتراک گذاشتن اطلاعات و مهم‌تر از همه همکاری کاربران است را توصیف می‌کند.»
این تعریف ویکی از دیدگاه اصلی تیم برنرز لی نسبت به تعریف وب که در آن همکاری واقعی و تعاملی و ارتباطات جهانی و اشتراک‌گذاری اطلاعات بود، جامعتر است. شبکه‌های اجتماعی مانند فیس بوک، لینکدال ان، پاسادو، ببو، اورکات و مای اسپیس راه تعامل مردم در وب را هموار ساختند.
تجار با توجه به این شبکه‌های اجتماعی و جنبه‌های همکاری‌های درون وب نظرشان را به راه‌های ایجاد بستر استفاده واقعی و ابزاری توسط شرکتهایشان و مصرف کنندگانشان معطوف ساختند.

(در محدوده وب ۲٫۰) شرکت‌ها باید تصمیم بگیرند که برای کارشان وبلاگ بسازند یا نسازند!، و اینکه به هر حال می‌خواهند نظر مشتریانشان در مورد محصولاتشان را به دیگران نشان بدهند یا خیر. شرکت‌ها به سمت و سوی فعال‌سازی و کاربردی‌تر کردن نظرات مشتریانشان در کسب و کارشان هستند، تا بتوانند نیازمندی‌های مشتریانشان و توقعات نحوه تعامل خرید و فروششان را بهتر برآورده سازند.
یوتیوب خیلی خوب به تعریف همکاری اجتماعات در وب ۲٫۰ کمک کرد. در آوریل ۲۰۰۸ موتور جستجوی یوتیوب ۸۰ میلیون پاسخ ارائه کرده که حدود ۴ میلیون از آن‌ها کانال‌های ایجاد شده توسط کاربران است.
به گفته شرکت بین‌المللی اطلاعات(IDC)، ویدئوهای تولید شده توسط کاربران و آپلود شده در روز در تمام سایتهای فیلم بیش از ۵۰۰ هزار قطعه فیلم در سال ۲۰۰۷ بوده و در چهار سال بعد از آن به حدود ۵ میلیون (ویدئو در روز) خواهد شد.
چیزهای شگفت‌انگیزی در اینترنت اتفاق افتاده است. به هر حال در موارد متعددی وب ۲٫۰ باز هم به صورت محدوده بسته‌ای (به حساب می‌آید)، که در آن معمولاً پیوند دادن‌ها داخل آن (برای نگه داشتن مصرف‌کنندگان و مشتریان) ساده نیست و هنوز در خارج از سایت مربوطه یا بین چند سایت مختلف باید صورت گیرد و بعضی اوقات نیر استفاده اختصاصی از راه حل‌ها و زمینه‌های بعد مانع همکاری و ارتباط می‌شود.

## وب ۳٫۰
اگر نخواهیم بگوییم انقلاب، تحول بعدی در وب ارتباط سخت‌افزار (مثل موبایل، لپ‌تاپ، و سایر دستگاه‌های سخت‌افزاری) به اینترنت بود.
راه جدیدی برای یکپارچه‌سازی و هموار کردن راه‌های بدست آوردن اطلاعات و دید جدیدی که قبلاً اصلاً امکان‌پذیر نبود؛ و راه جدیدی برای ارتباط به اینترنت از طریق دستگاه‌های متنوعی که قابلیت و توانایی پیدا کردن و تجزیه و تحلیل و شسته رفته کردن اطلاعات را دارند.
کنسرسیوم وب جهان‌گستر (w3c)تکنولوژی‌های جدیدی را برای به وقوع پیوستن وب ۳٫۰ استانداردسازی کرد؛ که شامل عناوین: وب مفهومی، ویدئو روی وب، وب سیار و همراه و وب در همه جا و تمام شرایط می‌باشند.

### وب مفهومی
وب مفهومی چارچوبی مشترک مبتنی بر آدرس‌های اینترنتی به وجود آورد که اجازه می‌دهد در سرتاسر برنامه‌ها، برنامه‌های بزرگ و محدوده‌های اجتماعی، اطلاعات به همدیگر مرتبط شوند، به اشتراک گذاشته شوند و قابلیت استفاده مجدد پیدا کنند.
با استفاده از تکنولوژی‌های کنسرسیوم جهان‌گستر(w3c) در وب مفهومی افراد یا دستگاها می‌توانند با استفاده از یک نمونه از اطلاعات از یک مجموعه به مجموعه بی‌انتهایی از اطلاعات مرتبط به آن مطلب که در پایگاهای اطلاعاتی سرتاسر جهان دستیابی کند. این پایگاها از طریق شبکه سخت‌افزاری و کابل کشی به هم مرتبط نشده‌اند بلکه این اطلاعات پراکنده در مناطق مختلف جغرافیایی به وسیلهٔ پارامترهای مشترکی مانند: یک شخص خاص، یک مکان خاص، یک ایده و نظریه خاص، یک مفهوم خاص و… به هم پیوند داه می‌شوند.

#### اهداف اصلی وب مفهومی
وب مفهومی، شبکه‌ای از اطلاعات به هم مرتبط است.
خیلی از اطلاعاتی که در طول روز آن‌ها را از اینترنت استفاده می‌کنیم در یک جا نیستند. برای مثال شما صورتحساب بانکی خود را در اینترنت در سایت بانک مربوطه و عکس‌های خود را در آلبوم اینترنتی در سایتی دیگر و قرار ملاقات‌های خود را باز در جایی دیگر می‌بینید. اما آیا می‌توانید عکس‌های خودتان را در تقویم خودتان ببینید و بفهمید کی آن عکس را گرفته‌اید و در آن وقت چه می‌کردید؟ آیا می‌توانید گزارش‌های بانکی خود را در تقویم خود ببینید؟ چرا نه؟! چون شبکه‌ای از اطلاعات به هم مرتبط شده ندارید. چون هرکدام از اطلاعات شما به وسیلهٔ برنامه‌ای خاص کنترل می‌شوند و در سایت خاصی نگهداری می‌شوند.
دیدگاه وب مفهومی این است که مبانی وب را از تکیه بر مستندات و فایل‌ها به پایه‌ریزی بر اساس اطلاعات گسترش دهیم. اطلاعات یک مطلب باید بتوانند به مستندات مورد استفاده در معماری عمومی وب دسترسی داشته باشند، مثلاً آدرس‌های اینترنتی باید قابلیت اتصال به مستند دیگر یا قسمت از آن را که در رابطه با همین موضوع است در حال حاضر ارتباط داشته باشند. این یعنی اینکه ایجاد یک چارچوب مشترکی که اجازه بدهد اطلاعات قابلیت اشتراک‌گذاری و استفاده مجدد در سرتاسر برنامه‌ها، برنامه‌های خیلی بزرگ و محدوده‌های ارتباطی و اجتماعی به صورت اتوماتیک و خودکار با کیفیت و درستی ابزارهای دستی، که شامل قابلیت ایجاد ارتباطات جدید و قابل نمایش در میان اطلاعات باشد.

### فضای مجازی مجتمع یا مجتمع فضای مجازی (محاسبات ابری-رایانش ابری)

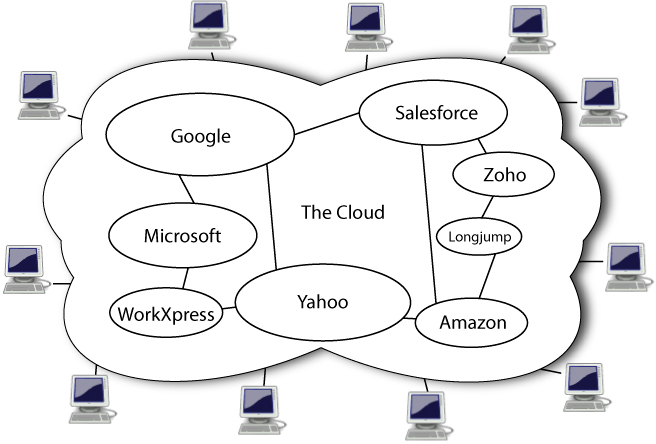

#### مجتمع فضای مجازی یا فضای مجازی مجتمع چیست؟

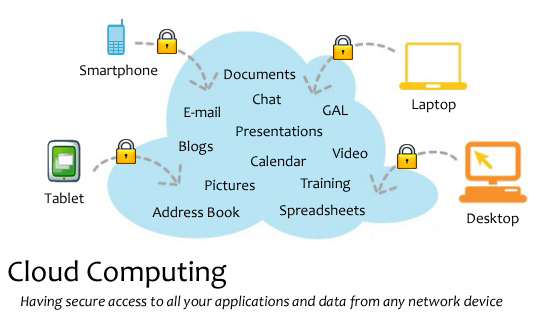

تصور کنید کامپیوتر و تمام دستگاه‌های قابل حملتان (مثل موبایل و لپ‌تاپ و کتاب خوان و…) در تمام اوقات با هم همسان‌سازی شده باشند(sync سنکرون باشند). تصور کنید هر وقت که اراده کردید به تمام اطلاعات شخصی خودتان دسترسی پیدا کنید. تصورت کنید توانایی دسته‌بندی و سازماندهی و جستجوی تمام اطلاعاتتان را روی اینترنت داشته باشید. تصور کنید که بتوانید تمام اطلاعات خود را از قبیل عکس، فیلم، مطلب، ایمیل، فایل‌ها و مدارک، و… را برای دوستان، فامیل، همکاران به صورت فوری به اشتراک بگذارید. همه این‌ها وعدهای مجتمع فضای مجازی شخصی است.
این مطلب را درک و باور کنید یا نه، به هر حال احتمالاً همین الآن در حال استفاده از یک سرویس مبتنی بر فضای مجازی مجتمع هستید؛ و تقریباً همه کسانی که با کامپیوتر کار می‌کنند.
gmail و google docs دو نمونه اولیه از مجتمع فضای مجازی هستند که ما حتی فکرش را هم نمی‌کردیم که بر پایه همین نوع سرویس باشند.
به‌طور خلاصه، فضای مجازی مجتمع شخصی به این معنی است که: همه بخش‌های اطلاعاتی که در طول زندگی و راجع به هرجنبه از زندگیتان در هروقت که نیاز داشته باشید دم دست شما و آماده برای استفاده شما هستند. اطلاعات باید سیار و همراه، قابل انتقال و در هر لحظه قابل دستیابی باشد. شاه کلید امکان‌پذیر شدن، قابلیت حمل و تعاملی شدن اطلاعاتتان همسان و به روز بودن اطلاعات شما در میان دستگاه‌ها مورد استفاده شما (مانند لپ‌تاپ، موبایل و…)مثل اطلاعات به اشتراک گذاشته شده باشند. اطلاعات به اشتراک گذاشته شده، اطلاعاتی هستند که در هر جا که اراده کنیم به آن‌ها دسترسی پیدا می‌کنیم، مثل هر شبکه‌های اجتماعی مجازی، بانکها، وبلاگها، اتاق‌های خبری، اجتماعات اقتصادی و غیره.
نهایتاً، فضای مجازی مجتمع شخصی که شامل همه اطلاعاتتان از دفترچه تلفن و آدرسهایتان گرفته تا کلکسیون آهنگ‌ها و صداها و مدارک و گزارش‌های کاری و اقتصادی و… به فضای مجازی مجتمع عمومی و فضای مجازی مجتمع دیگران متصل خواهد شد. همه چیز به هم متصل خواهد شد. این یعنی اینکه در هر جای اینترنت که با آن سرو کله دارید، مانند کار کردن با افراد دیگر، می‌توانید به آن اطلاعات مورد نظرتان اتصال برقرار کنید. این قضیه شامل، شبکه‌های اجتماعی، بانکها، دانشگاه‌ها، محل‌های کاری، فامیل و دوستان خودتان هم می‌شود.
مطمئناً، شما خواهید توانست که چه قسمتی از اطلاعات شما عمومی و چه قسمتی به صورت خصوصی بماند. دسته‌ای از فضای مجازی مجتمع شخصی، شکل جدیدی از شبکه‌های اجتماعی مجازی را شکل خواهند داد که تنظیمات حریم شخصی بیشتری از امثال فیس بوک خواهند داشت، و ویژه تر خواهند شد اگر این دسته‌بندی‌ها فامیل محور یا تجارت گرا باشند. (حریم شخصی مسئله بزرگ آمار جرم در فضای مجازی مجتمع افراد خواهد شد).
سرانجام، ابزارها و دستگاه‌های شما (در فضای مجازی مجتمع)، دربارهٔ شما یادمی‌گیرند و می‌فهمند شما چه کار می‌کنید، به کجا می‌روید و قصد انجام چه کاری را دارید و قتی شما به سراغ آن‌ها می‌روید.
ممکنه این نظرات شبیه داستان‌های علمی تخیلی به نظر برسد، اما مطمئناً ما را به سمتی فضای مجازی مجتمع سوق خواهد داد. هرچند هنوز کاملاً وجود ندارد. ما در حال ایجاد فضای مجازی مجتمع شخصیمان هستیم.

#### فضای مجازی مجتمع شخصی شما
فضای مجازی مجتمع شخصی راهی برای ارتباط تجربه‌های کاربران، همگرایی (و متمرکز شدن و یکی شدن) تکنولوژها با دستگاه‌ها و سخت‌افزارهایی که از سیستم عامل‌های مشابهی استفاده می‌کنند، شبکه‌های به هم مرتبط (مانند شبکه‌های رادیویی) است. اما با وجود همگرایی تکنولوژی‌ها، سخت‌افزارها به سمت تنوع و واگرایی بیشتر میل می‌کنند. چالش بعدی این است که بفهمیم چگونه در سرتاسر این تنوع دستگاه‌ها به صورت مستمر ارتباط برقرار کنیم.
مجتمع‌سازی (محاسبات ابری) امروزی در میان کل تولیدات یک شرکت بخصوص به صورت خیلی خوبی سنکرون اطلاعات (همسان‌سازی و هم‌زمان سازی) و مطالب صورت گرفته است. با پیش زمینه فضای مجازی مجتمع شخصی، مصرف‌کنندگان می‌توانند پخش کنند: آهنگ، تصاویر، محصولات و چیزهای خیلی زیادتری از هر مطلبی که امکان دسترسی به آن را دارند و از هر دستگاه سخت‌افزاری که دارند و هرجا که اتفاق می‌افتد، را داشته باشند.

#### سرویس‌های «فضای مجازی مجتمع» از چه چیزیهای تشکیل می‌شوند
راه تولیدکنندگان و تحلیل گران نشان می‌دهد که فضای مجازی مجتمع در تمام نقاط جهان به صورت پراکنده است.
برخی از ابهامات در جو تجارت و برخی در هنگام مشخص شدن برخی اشکالات فنی است. وقتی (الکی) به هرچیزی برچسب فضای مجازی مجتمع بچسبانند، این اصطلاح معنی خودش را از دست می‌دهد و به عبارت دیگر لوث می‌شود.
شرکت بین‌المللی اطلاعات کامپیوتر(IDC) با لیست دم دستی بدرد بخوری آمده تا تعیین کند چه چیزهای را می‌شود برچسب فضای مجازی مجتمع زد و چه چیزهای را نه؟!

##### مشخصات کلیدی سرویس‌های «فضای مجازی مجتمع
1. اطلاعات به وسیلهٔ شخص ثالث، خارج از محدوده سایت ایجاد شده باشد.
2. به وسیلهٔ اینترنت قابلیت دسترسی داشته باشد.
3. حداقل یا هیچ فرد ماهر در زمینه فناوری اطلاعات برای پیاده‌سازی آن نباشد.
4. تأمین‌کننده باشد: یعنی خودش تأمین‌کننده نیازهای درخواست‌ها باشد، تقریباً هم‌زمان استقرار پیدا کند (همزمان در اینترنت و دستگاه‌های متصل به آن، لپ‌تاپ و پخش‌کننده‌ها و کامپیوتر هیا شخصی و…)، به صورت پویا و خوب دسته‌بندی شود
5. مدل قیمت گذاری داشته باشد: به صورت خوب دسته‌بندی شود، کاربردی باشد (مبتنی براستفاده کاربر باشد)(حداقل قابلیت انتخاب داشته باشد).
6. رابط کاربر خوب داشته باشد (قابلیت نمایش در مرورگر و جانشین داشته باشد. به قول معروف Userfriendly باشد).
7. رابط سیستم داشته باشد: توابع کتابخانه‌ای وب سرویسی داشته باشد.
8. قابلیت اشتراک‌گذاری منابع یا نسخه‌های مشترک را داشته باشد (قابلیت سفارشی کردن در حیطه سرویس‌های اشتراک گذاری).